# Galeaspida
I galeaspidi (Galeaspida) sono un gruppo di vertebrati primitivi del Siluriano e del Devoniano i cui fossili sono stati ritrovati in Cina.

## Una finta bocca
Tra i classici vertebrati senza mascelle che popolavano le acque dolci del Paleozoico, i galeaspidi costituiscono un gruppo molto particolare. L'aspetto generale richiama da vicino altri gruppi come gli pteraspidi e i cefalaspidi: il corpo era diviso in due, la metà anteriore era racchiusa in una spessa corazza ossea priva di pinne, mentre la metà posteriore protetta dalle sole scaglie era più simile a quella di un classico pesce. Una particolarità, però, era costituita da una strana apertura ovale, posta nella parte anteriore del cranio, in posizione dorsale. I paleontologi cinesi che per primi studiarono questi esemplari erano convinti si trattasse di una sorta di "bocca" immobile e rigida. Altri studiosi, invece, pensavano che questa struttura ospitasse un qualche tipo di organo di senso. La successiva scoperta di alcune piastre ovali che ben si adattavano all'apertura pose fine alla diatriba: il "buco" era ricoperto, e doveva essere un organo sensorio che l'animale in vita, doveva utilizzare per sondare l'ambiente circostante.
La forma generale dei galeaspidi non si discostava di molto da quella degli altri pesci senza mascelle (metà anteriore tondeggiante e leggermente appiattita), ma vi furono delle eccezioni significative: una di queste fu Lungmenshanaspis, dall'aspetto davvero bizzarro, con un lungo muso a tubo, due larghe proiezioni dello scudo rivolte leggermente all'ingiù, un corpo stretto e la "finta bocca" a forma di cuore.

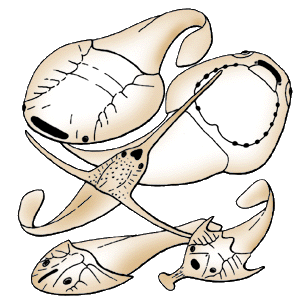
Ricostruzione di alcuni galeaspidi: Hanyangaspis (in alto), Lungmenshanaspis (al centro), Sanchaspis (a destra in basso), Eugaleaspis (a sinistra in basso)

## “Cervelli di ferro”
Tra l'abbondante materiale raccolto in Cina nel corso degli anni Settanta, vi sono molti esemplari (ad esempio di Duyunolepis) in cui il minerale di ferro (ematite) ha conservato perfettamente delle copie di alcune parti degli organismi originali, come vasi sanguigni, cervello e nervi. Questi reperti forniscono particolari nettissimi sull'anatomia interna di questi animali: si è così potuto dimostrare che gli strani galeaspidi erano più vicini ai cefalaspidi che agli pteraspidi.

## Scoperta ed enigmi
Le prime scoperte di fossili di questi animali sono avvenute solo nel 1966, quando si pensava che tutti i principali gruppi di pesci primitivi fossero stati già descritti dalla scienza. La pubblicazione di articoli contenenti la descrizione di tre nuovi fossili noti come Galeaspis, Nanpanaspis e Polybranchiaspis, provenienti dal Devoniano inferiore della Cina quindi non destò sorpresa, almeno non subito: le prime due forme vennero ascritte al gruppo degli osteostraci, la terza a quello degli eterostraci. Questa sistemazione, però, venne subito contestata da alcuni paleontologi, che ipotizzarono l'esistenza di un nuovo gruppo di vertebrati privi di mascelle, endemico della Cina. Fu solo nel 1979 che, radunati tutti i fossili a disposizione, si procedette a uno studio sistematico. Risultò in effetti che questi pesci senza mascelle facevano parte di un solo gruppo, che venne chiamato galeaspidi, caratterizzato da caratteristiche peculiari esclusive del gruppo, come la strana struttura dorsale precedentemente menzionata.

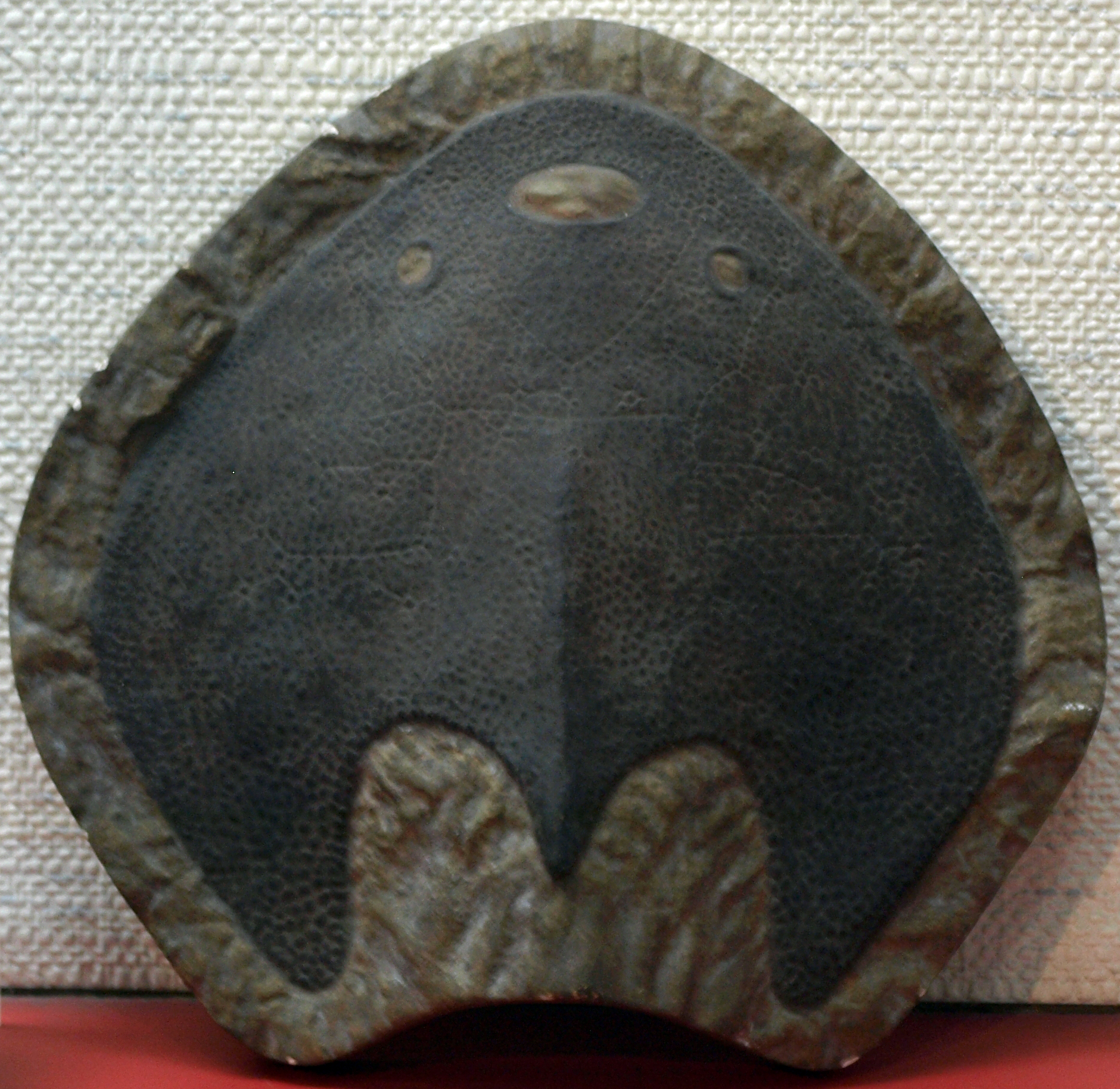
Fossile di Laxaspis

## Isolati in Cina
Da queste ricerche si trasse un'importante conclusione: circa 400 milioni di anni fa la Cina sudoccidentale era isolata dal resto del mondo e i primitivi vertebrati di acqua dolce si ritrovarono a seguire un percorso evolutivo del tutto indipendente.
- Famiglia Hanyangaspididae
  - Hanyangaspis
  - Nanjiangaspis
  - Kalpinolepis
  - Konoceras
  - Latirostraspis
- Famiglia Xiushuiaspididae
  - Changxingaspis
  - Microphymaspis
  - Xiushuiaspis
- Famiglia Dayongaspididae
  - Dayongaspis
  - Platycarpaspis
- Ordine Eugaleaspidiformes
  - Dunyu
  - Meishanaspis
  - Yongdongaspis
  - Famiglia Shyuidae
    - Shuyu
    - Jiangxialepis
    - Qingshuiaspis

  - Famiglia Tridensaspididae
    - Tridenaspis
    - Falxcornus

  - Famiglia Sinogaleaspididae
    - Sinogaleaspis
    - Anjiaspis
    - Rumporostralis

  - Famiglia Eugaleaspididae
    -  ?Liuaspis
    - Eugaleaspis
    - Nochelaspis
    - Pseudoduyunaspis
    - Pterogonaspis
    - Xitunaspis
    - Yunnanogaleaspis
- Superordine Polybranchiaspidida
  - Ordine Polybranchiaspidiformes
    - Famiglia Gumuaspididae
      - Gumuaspis
      - Platylomaspis
      - Nanningaspis
      - Laxaspis

    - Famiglia Geraspididae
      - Geraspis
      - Kwangnanaspis

    - Famiglia Pentathyraspididae
      - Pentathyraspis
      - Microhoplonaspis

    - Famiglia Duyunolepididae
      - Duyunolepis
      - Pseudoduyunolepis
      - Paraduyunolepis
      - Neoduyunolepis
      - Lopadaspis

    - Famiglia Hyperaspididae
      - Hyperaspis

    - Famiglia Polybranchiaspididae
      - Altigibbaspis
      - Polybranchiaspis
      - Bannhuanaspis
      - Clororbis
      - Dongfangaspis
      - Siyingia
      - Diandongaspis
      - Damaspis
      - Cyclodiscaspis

  - Ordine Huananaspidiformes
    - Famiglia Sanqiaspididae
      - Sanqiaspis

    - Famiglia Zhaotongaspididae
      - Zhaotongaspis
      - Wenshanaspis

    - Famiglia Sanchaspididae
      - Sanchaspis
      - Antiquisagittaspis

    - Famiglia Gantarostraspididae
      - Gantarostraspis
      - Wumengaspis
      - Rhegmaspis
      - Qushiaspis

    - Famiglia Huananaspidae
      - Huanaspis
      - Asiaspis
      - Nanpanaspis
      - Stephaspis
      - Sottofamiglia Macrothyraspinae
        - Macrothyraspis
        - Lungmenshanaspis
        - Qingmenaspis
        - Sinoszechuanaspis